# دانیل هالفر
دانیل هالفر (انگلیسی: Daniel Halfar؛ زادهٔ ۷ ژانویهٔ ۱۹۸۸) بازیکن فوتبال اهل آلمان است.
از باشگاه‌هایی که در آن بازی کرده‌است می‌توان به باشگاه فوتبال کلن، باشگاه فوتبال کایزرسلاوترن، باشگاه فوتبال مونیخ ۱۸۶۰، و باشگاه فوتبال آرمینیا بیله‌فلد اشاره کرد.
وی همچنین در تیم ملی فوتبال زیر ۲۱ سال آلمان بازی کرده‌است.